# Juniperus saltuaria
Juniperus saltuaria (яловець сичуанський) — вид хвойних рослин родини кипарисових.

## Поширення, екологія
Ареал охоплює китайські провінції Ганьсу, Цинхай, Сичуань, Тибет, Юньнань. Росте у високогірних та субальпійських хвойних лісах з ялиці, модрини китайської, ялини з підліском з рододендронів, горобини, верби, в більш-менш чистих гаях або з Juniperus convallium, Juniperus pingii, Juniperus squamata, на альпійських луках в змішаних чагарникових заростях з рододендронами, вербою, кизильником, барбарисом, жимолостю, таволгою. Висотний діапазон цього виду 2100–4600 м над рівнем моря. Поширений у скелястих районах, наприклад, біля підніжжя вапнякових скель, на кручах і в глибоких ущелинах, найбільш рясно на крутих пд. і пд.-зх. схилах, але росте і в більш глибоких гірських ґрунтах на менш крутих схилах. Не дуже стійкий до посухи і вимагає рясні сезонні дощі або танення снігу.

## Морфологія
Дерево до 20 м, рідше чагарники, однодомні. Гілки розлогі або висхідні. Листки як лускоподібні, так і голчасті (останні присутні на молодих рослинах), зібрані у пучечки по 3 шт., довжиною 4,5–6 мм, хребтоподібні знизу, вершина різко загострена. Лускоподібні листки ростуть парами, вони трикутно-ромбічні, опуклі, довжиною 1–2 мм, верхівки тупі. Пилкові шишки майже кулясті, діаметром близько 2 мм; мікроспорофіл 6–8, кожна з 2 або 3 пилковими мішками. Шишки стоячі, чорні або синювато-чорні при дозріванні, яйцеподібні або майже кулясті, 4–10 мм, з 1 насіниною. Насіння неправильно яйцеподібно-кулясте, 3,5–7 × 3–5 мм.

## Використання
В деяких частинах ареалу використовується теслями для виготовлення виробів домашнього вжитку або на дрова. Рідкісний у вирощуванні, обмежується кількома дендраріями або хвойними насадженнями, і не доступний в торгівлі.

## Загрози та охорона
Ніяких конкретних загроз не було визначено для цього виду. Цей вид записаний у кількох охоронних територіях.